# Dychtau
Dychtau (rusky Дыхтау, karačaj-balkarsky: Дых тау, v překladu rozeklaná/zubatá hora) je hora v Kabardsko-balkarské republice Ruské federace. Se svou výškou 5205 m je po Elbrusu (5642 m n. m.) druhou nejvyšší horou Kavkazu a současně Evropy, pokud za hranici mezi Evropou a Asií budeme považovat hlavní kavkazský hřeben. Vrchol se stejně jako většina nejvyšších hor Kavkazu nenachází přímo na hlavním kavkazském hřebenu, ale na bočním hřebenu, od hlavního kavkazského hřebenu odděleném sedlem ve výšce 3836 m. Vrchol se tyčí nad největším kavkazským ledovcem Bezengi a nachází se v povodí řeky Těrek.

## Výstupy
Všechny výstupové cesty jsou velmi náročné, objektivně nebezpečné a dosahují vysokých stupňů technické obtížnosti. Vrchol byl poprvé zdolán britským horolezcem J. G. Cokkinem v roce 1888 po severním hřebenu. Výstupové cesty na vrchol jsou:
- Severní hřeben 4B (klasická Cokkinova cesta)
- Západní hřeben 4B
- Jihozápadní hřeben 4B
- Traverz hlavního a východního vrcholu po severním hřebenu 5A
- Centrální pilíř jižní stěny 5A
- Východní vrchol po jižním žebru 5A
- Pravý pilíř jižní stěny 5A
- Severovýchodní stěna 5B
- Severovýchodní pilíř severního hřbetu 5B
- Jihozápadní úbočí 5A